# 1974-es jégkorong-világbajnokság
Az 1974-es jégkorong-világbajnokság a 41. világbajnokság volt, amelyet a Nemzetközi Jégkorongszövetség szervezett. A vb-ken a csapatok három szinten vettek részt. A világbajnokságok végeredményei alapján alakult ki az 1975-ös jégkorong-világbajnokság csoportjainak mezőnye.

## A csoport
1–6. helyezettek
- Szovjetunió – Világbajnok
- Csehszlovákia
- Svédország
- Finnország
- Lengyelország
- NDK – Kiesett a B csoportba

## B csoport
7–14. helyezettek
- Egyesült Államok – Feljutott az A csoportba
- Jugoszlávia
- NSZK
- Japán
- Hollandia
- Románia
- Norvégia – Kiesett a C csoportba
- Ausztria – Kiesett a C csoportba

## C csoport
15–22. helyezettek
- Svájc – Feljutott a B csoportba
- Olaszország – Feljutott a B csoportba
- Bulgária
- Magyarország
- Franciaország
- Kína
- Ausztrália
- Észak-Korea